# Idioma peligno
El peligno era una lengua osco-umbra estrechamente emparentada con el osco hablada en el área de los pelignos (Valle Peligna, al norte del Samnio, en los actuales Abruzos) en I milenio a. C.
Está acreditada por un pequeño corpus de una inscripción en alfabeto latino, encontrada en 1877 datada del siglo II a. C.

## Historia y distribución
El territorio de pelignos estaba situado en la región montañosa al este del lago Fucino, siendo el principal asentamiento Sulmo (actualmente Sulmona). De todas las lenguas sabélicas, es la mejor documentada después del osco y el umbro. Las inscripciones en peligno conocidas están datadas entre el siglo III a. C. y el siglo I a. C. aunque la mayoría son de la segunda mitad del siglo II a. C. a la primera mitad del siglo I a. C.

## Textos
La mayor parte de los textos son cortos y consisten en dedicatorias y epitafios, por lo que contienen poco más que nombres propios. Sin embargo, dos inscripciones halladas recientemente, son más extensas y consisten en epitafios polétics. De estas la inscripción de Herentas proporciona el texto peligno de mayor extensión. La lengua reflejada en ese texto es inusual, puesto que contiene características propias del osco y el umbro. Meiser (1987) sugiere que el texto es probablemente un esfuerzo de escribir el peligno ya que su autor, usa formas de diferentes variedades de pelignos e incluso inventó una letra adicional, y trata de usar arcaismos para que el texto no se parezca tanto al latín que había empezado a influir a la lengua hablada. Los textos se encontraron escritos en alfabeto latino.
A continuación se muestran las inscripciones:
Inscripción peligna I:
Peligno: Pracom usur pristafalacirix prismu Petiedu ipui dadu Ibdia omnitu Uranias ecuc empratois clusu ist Cerfum sacaracirix. Semunu sua aetatu firata fertilid praicime Perseponas af dede, eite vus pritromem pacris puss ecic lexe lifar deti vus dida hanustu Herentas.
Latín: Procum uxor prostibulum prima Petiedia ibi data Ibdiae abrepta Uraniae hoc imperatis clausa est Cererem sacerdos. Semonem sua aetate finita fertili in regnum Perseponiae ab dedit, ite vos in laetitiam paci quos hic legisse liber det vos divite honesta Herentas.
Español: La esposa del galán, la primera prostituta Petiedia ahí dada, Ibdia arrebató a Urania la cláusula de este mando, es el sacerdote de Ceres. Semono su edad fértil terminada en el reino Perseponio desde lo dado, vaya a la paz de la felicidad leída en este libro que te dé divinidad la honesta Herentas.
Inscripción peligna II
Peligno: Pes pros ecuc incubat casnar oisa aetate Cais Anaes sollois des forte faber.
Latín: Pius probus hoc incubat senex usa aetate Caius Anaeus solus dives forte faber.
Español: Piadoso, probo, esto incuba el viejo uso de la edad, Caio Anaeo, solo, rico, fuerte artesano.
Inscripción peligna III:
Peligno: Ovia Pacia Minerua bratis datas pid sei dedi bratom pam peperci sefei inom suois cnatois.
Latín: Ovium Pacia Minerva gratias datas quid si dedit gratum quam pepercit sibi tum suis natis.
Español: Ovejas de Pacia Minerva gracias dadas, quien sí dio gracias como ahorro así luego sus nacidas.
Inscripción peligna IIII:
Peligno: Sa Seios Sa f. Hereclei donom dedi brat datas.
Latín: Sa Seius Sa f. Herculi donum dedit grate datas.
Español: Sa Seius Sa f. Hercules dio el don gracias dadas.